# Deputati della X legislatura della Repubblica Croata

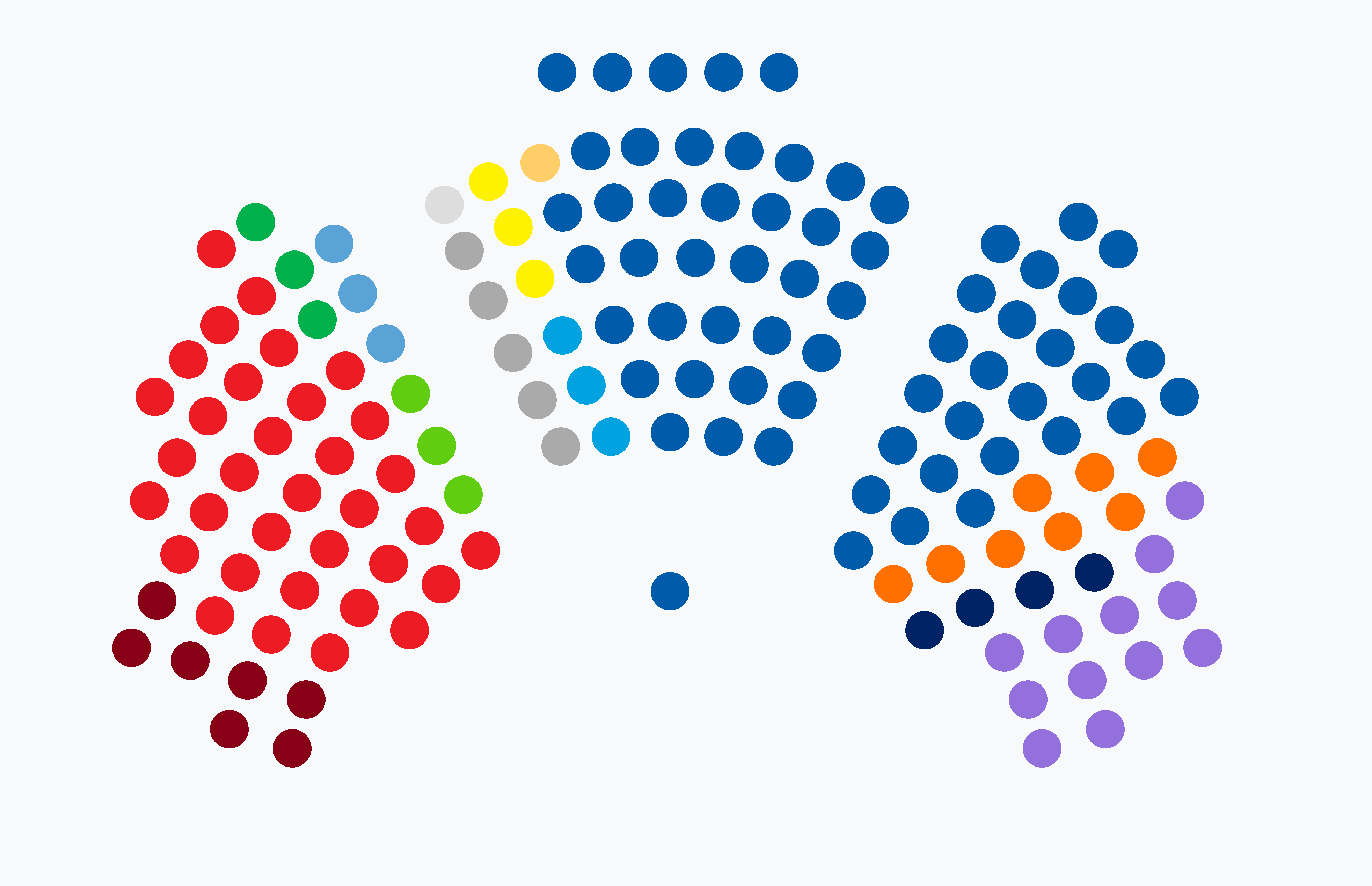
Distribuzione dei seggi del parlamento croato dopo le elezioni del 2020

I deputati della X legislatura della Repubblica Croata sono stati eletti in occasione delle elezioni parlamentari del 2020.

## Gruppi parlamentari
| Gruppo                                                         | Partiti                                           | N.  | N.  |
| -------------------------------------------------------------- | ------------------------------------------------- | --- | --- |
| Unione Democratica Croata                                      | Unione Democratica Croata                         | 61  | 64  |
| Unione Democratica Croata                                      | Alleanza Democratica Croata di Slavonia e Barania | 1   | 64  |
| Unione Democratica Croata                                      | Partito Democristiano Croato                      | 1   | 64  |
| Unione Democratica Croata                                      | Indipendenti                                      | 1   | 64  |
| Partito Socialdemocratico di Croazia                           | Partito Socialdemocratico di Croazia              | 34  | 34  |
| Movimento Patriottico                                          | Movimento Patriottico                             | 10  | 12  |
| Movimento Patriottico                                          | Blocco per la Croazia                             | 1   | 12  |
| Movimento Patriottico                                          | Indipendenti                                      | 1   | 12  |
| Most                                                           | Most                                              | 6   | 8   |
| Most                                                           | Indipendenti                                      | 2   | 8   |
| Blocco di Sinistra Verde                                       | Možemo!                                           | 4   | 7   |
| Blocco di Sinistra Verde                                       | Nuova Sinistra                                    | 1   | 7   |
| Blocco di Sinistra Verde                                       | Fronte dei Lavoratori                             | 1   | 7   |
| Blocco di Sinistra Verde                                       | Indipendenti                                      | 1   | 7   |
| Dieta Democratica Istriana                                     | Dieta Democratica Istriana                        | 3   | 4   |
| Dieta Democratica Istriana                                     | Indipendenti (GB)                                 | 1   | 4   |
| Sovranisti Croati                                              | Sovranisti Croati                                 | 1   | 4   |
| Sovranisti Croati                                              | Partito Conservatore Croato                       | 2   | 4   |
| Sovranisti Croati                                              | Crescita Croata                                   | 1   | 4   |
| Centro e Alleanza Civica Liberale                              | Partito con Nome e Cognome                        | 1   | 3   |
| Centro e Alleanza Civica Liberale                              | Pametno                                           | 1   | 3   |
| Centro e Alleanza Civica Liberale                              | Alleanza Civica Liberale                          | 1   | 3   |
| Partito Contadino Croato e Partito Croato dei Pensionati       | Partito Contadino Croato                          | 2   | 3   |
| Partito Contadino Croato e Partito Croato dei Pensionati       | Partito Croato dei Pensionati                     | 1   | 3   |
| Partito Democratico Indipendente Serbo                         | Partito Democratico Indipendente Serbo            | 3   | 3   |
| Partito Popolare Croato - Liberal Democratici                  | Partito Popolare Croato - Liberal Democratici     | 1   | 3   |
| Partito Popolare Croato - Liberal Democratici                  | Indipendenti (GB)                                 | 1   | 3   |
| Partito Popolare Croato - Liberal Democratici                  | Indipendenti (UARH)                               | 1   | 3   |
| Partito Social-Liberale Croato e Partito Popolare - Riformisti | Partito Social-Liberale Croato                    | 2   | 3   |
| Partito Social-Liberale Croato e Partito Popolare - Riformisti | Partito Popolare - Riformisti                     | 1   | 3   |
| Minoranze nazionali (deputati non iscritti ad altri gruppi)    | Indipendenti (DZMH)                               | 1   | 2   |
| Minoranze nazionali (deputati non iscritti ad altri gruppi)    | Indipendenti (SRRHKS)                             | 1   | 2   |
| Non iscritti                                                   | Fokus                                             | 1   | 1   |
| Totale                                                         | Totale                                            | 151 | 151 |

## Composizione storica
| Deputato                 | Lista di elezione/partito | Gruppo                                                              |
| ------------------------ | ------------------------- | ------------------------------------------------------------------- |
| Krešimir Ačkar           | HDZ                       | Unione Democratica Croata                                           |
| Mirela Ahmetović         | SDP                       | Partito Socialdemocratico di Croazia                                |
| Barbara Antolić Vupora   | SDP                       | Partito Socialdemocratico di Croazia                                |
| Branko Bačić             | HDZ                       | Unione Democratica Croata                                           |
| Ante Bačić               | HDZ                       | Unione Democratica Croata                                           |
| Damir Bakić              | Možemo!                   | Blocco di Sinistra-Verde                                            |
| Marijana Balić           | HDZ                       | Unione Democratica Croata                                           |
| Boška Ban Vlahek         | SDP                       | Partito Socialdemocratico di Croazia                                |
| Nikolina Baradić         | HDZ                       | Unione Democratica Croata                                           |
| Nevenko Barbarić         | HDZ                       | Unione Democratica Croata                                           |
| Danica Baričević         | HDZ                       | Unione Democratica Croata                                           |
| Dražen Barišić           | HDZ                       | Unione Democratica Croata                                           |
| Stephen Nikola Bartulica | DP                        | Movimento Patriottico                                               |
| Arsen Bauk               | SDP                       | Partito Socialdemocratico di Croazia                                |
| Vesna Bedeković          | HDZ                       | Unione Democratica Croata                                           |
| Josip Begonja            | HDZ                       | Unione Democratica Croata                                           |
| Krešo Beljak             | HSS                       | Partito Contadino Croato e Partito Croato dei Pensionati            |
| Sandra Benčić            | Možemo!                   | Blocco di Sinistra-Verde                                            |
| Davor Bernardić          | SDP                       | Partito Socialdemocratico di Croazia                                |
| Vladimir Bilek           | GB (Ind.)                 | Partito Popolare Croato - Liberal Democratici + Minoranze nazionali |
| Anamarija Blažević       | HDZ                       | Unione Democratica Croata                                           |
| Josip Borić              | HDZ                       | Unione Democratica Croata                                           |
| Rada Borić               | NL                        | Blocco di Sinistra-Verde                                            |
| Dražen Bošnjaković       | HDZ                       | Unione Democratica Croata                                           |
| Jure Brkan               | HDZ                       | Unione Democratica Croata                                           |
| Zvane Brumnić            | SDP                       | Partito Socialdemocratico di Croazia                                |
| Ivan Budalić             | HDZ                       | Unione Democratica Croata                                           |
| Miro Bulj                | Most                      | Most                                                                |
| Zdravka Bušić            | HDZ                       | Unione Democratica Croata                                           |
| Gari Cappelli            | HDZ                       | Unione Democratica Croata                                           |
| Ivan Ćelić               | HDZ                       | Unione Democratica Croata                                           |
| Ivan Celjak              | HDZ                       | Unione Democratica Croata                                           |
| Pero Ćosić               | HDZ                       | Unione Democratica Croata                                           |
| Josip Đakić              | HDZ                       | Unione Democratica Croata                                           |
| Tulio Demetlika          | IDS                       | Dieta Democratica Istriana                                          |
| Ante Deur                | HDZ                       | Unione Democratica Croata                                           |
| Goran Dodig              | HDS                       | Unione Democratica Croata                                           |
| Davor Dretar             | DP                        | Movimento Patriottico                                               |
| Erik Fabijanić           | SDP                       | Partito Socialdemocratico di Croazia                                |
| Mato Franković           | HDZ                       | Unione Democratica Croata                                           |
| Katica Glamuzina         | SDP                       | Partito Socialdemocratico di Croazia                                |
| Sabina Glasovac          | SDP                       | Partito Socialdemocratico di Croazia                                |
| Bojan Glavašević         | Možemo! (Ind.)            | Blocco di Sinistra-Verde                                            |
| Peđa Grbin               | SDP                       | Partito Socialdemocratico di Croazia                                |
| Branko Grčić             | SDP                       | Partito Socialdemocratico di Croazia                                |
| Vinko Grgić              | SDP                       | Partito Socialdemocratico di Croazia                                |
| Martina Grman Kizivat    | SDP                       | Partito Socialdemocratico di Croazia                                |
| Nikola Grmoja            | Most                      | Most                                                                |
| Damir Habijan            | HDZ                       | Unione Democratica Croata                                           |
| Siniša Hajdaš Dončić     | SDP                       | Partito Socialdemocratico di Croazia                                |
| Domagoj Hajduković       | SDP                       | Partito Socialdemocratico di Croazia                                |
| Zlatko Hasanbegović      | Blok                      | Movimento Patriottico                                               |
| Dario Hrebak             | HSLS                      | Partito Social-Liberale Croato e Partito Popolare - Riformisti      |
| Silvano Hrelja           | HSU                       | Partito Contadino Croato e Partito Croato dei Pensionati            |
| Goran Ivanović           | HDZ                       | Unione Democratica Croata                                           |
| Mišel Jakšić             | SDP                       | Partito Socialdemocratico di Croazia                                |
| Gordan Jandroković       | HDZ                       | Unione Democratica Croata                                           |
| Robert Jankovics         | DZMH (Ind.)               | Minoranze nazionali                                                 |
| Dragana Jeckov           | SDSS                      | Partito Democratico Indipendente Serbo + Minoranze nazionali        |
| Marija Jelkovac          | HDZ                       | Unione Democratica Croata                                           |
| Siniša Jenkač            | HDZ                       | Unione Democratica Croata                                           |
| Branka Juričev-Martinčev | HDZ                       | Unione Democratica Croata                                           |
| Veljko Kajtazi           | SRRHKS (Ind.)             | Minoranze nazionali                                                 |
| Mario Kapulica           | HDZ                       | Unione Democratica Croata                                           |
| Mladen Karlić            | HDZ                       | Unione Democratica Croata                                           |
| Krunoslav Katičić        | HDZ                       | Unione Democratica Croata                                           |
| Ivan Kirin               | HDZ                       | Unione Democratica Croata                                           |
| Tomislav Klarić          | HDZ                       | Unione Democratica Croata                                           |
| Darko Klasić             | HSLS                      | Partito Social-Liberale Croato e Partito Popolare - Riformisti      |
| Anton Kliman             | HDZ                       | Unione Democratica Croata                                           |
| Ljubomir Kolarek         | HDZ                       | Unione Democratica Croata                                           |
| Stjepan Kovač            | SDP                       | Partito Socialdemocratico di Croazia                                |
| Ante Kujundžić           | Most                      | Most                                                                |
| Matko Kuzmanić           | SDP                       | Partito Socialdemocratico di Croazia                                |
| Boris Lalovac            | SDP                       | Partito Socialdemocratico di Croazia                                |
| Ermina Lekaj Prljaskaj   | UARH (Ind.)               | Partito Popolare Croato - Liberal Democratici + Minoranze nazionali |
| Željko Lenart            | HSS                       | Partito Contadino Croato e Partito Croato dei Pensionati            |
| Marin Lerotić            | IDS                       | Dieta Democratica Istriana                                          |
| Ljubica Lukačić          | HDZ                       | Unione Democratica Croata                                           |
| Ljubica Maksimčuk        | HDZ                       | Unione Democratica Croata                                           |
| Marin Mandarić           | HDZ                       | Unione Democratica Croata                                           |
| Andreja Marić            | SDP                       | Partito Socialdemocratico di Croazia                                |
| Natalija Martinčević     | Reformisti                | Partito Social-Liberale Croato e Partito Popolare - Riformisti      |
| Vilim Matula             | Možemo!                   | Blocco di Sinistra-Verde                                            |
| Marko Milanović Litre    | HKS                       | Sovranisti Croati                                                   |
| Marin Miletić            | Most                      | Most                                                                |
| Boris Milošević          | SDSS                      | Partito Democratico Indipendente Serbo + Minoranze nazionali        |
| Domagoj Ivan Milošević   | HDZ                       | Unione Democratica Croata                                           |
| Stipo Mlinarić           | DP                        | Movimento Patriottico                                               |
| Anka Mrak-Taritaš        | GLAS                      | Centro e Alleanza Civica Liberale                                   |
| Nada Murganić            | HDZ                       | Unione Democratica Croata                                           |
| Vesna Nađ                | SDP                       | Partito Socialdemocratico di Croazia                                |
| Katarina Nemet           | IDS                       | Dieta Democratica Istriana                                          |
| Romana Nikolić           | SDP                       | Partito Socialdemocratico di Croazia                                |
| Marina Opačak Bilić      | SDP                       | Partito Socialdemocratico di Croazia                                |
| Dalija Orešković         | STRIP                     | Centro e Alleanza Civica Liberale                                   |
| Rajko Ostojić            | SDP                       | Partito Socialdemocratico di Croazia                                |
| Marko Pavić              | HDZ                       | Unione Democratica Croata                                           |
| Željko Pavić             | SDP                       | Partito Socialdemocratico di Croazia                                |
| Marijan Pavliček         | HKS                       | Sovranisti Croati                                                   |
| Ivan Penava              | DP                        | Movimento Patriottico                                               |
| Katarina Peović          | RF                        | Blocco di Sinistra-Verde (dal 15.12.2020 non iscritta)              |
| Grozdana Perić           | HDZ                       | Unione Democratica Croata                                           |
| Marijana Petir           | HDZ (Ind.)                | Unione Democratica Croata                                           |
| Božo Petrov              | Most                      | Most                                                                |
| Anita Pocrnić-Radošević  | HDZ                       | Unione Democratica Croata                                           |
| Ivana Posavec Krivec     | SDP                       | Partito Socialdemocratico di Croazia                                |
| Ante Prkačin             | DP                        | Movimento Patriottico                                               |
| Marijana Puljak          | Pametno                   | Centro e Alleanza Civica Liberale                                   |
| Darko Puljašić           | HDZ                       | Unione Democratica Croata                                           |
| Milorad Pupovac          | SDSS                      | Partito Democratico Indipendente Serbo + Minoranze nazionali        |
| Ivan Radić               | HDZ                       | Unione Democratica Croata                                           |
| Furio Radin              | GB (Ind.)                 | Dieta Democratica Istriana + Minoranze nazionali                    |
| Sanja Radolović          | SDP                       | Partito Socialdemocratico di Croazia                                |
| Nino Raspudić            | Most (Ind.)               | Most                                                                |
| Željko Reiner            | HDZ                       | Unione Democratica Croata                                           |
| Renata Sabljar-Dračevac  | SDP                       | Partito Socialdemocratico di Croazia                                |
| Željko Sačić             | HS                        | Sovranisti Croati                                                   |
| Josip Salapić            | HDZ/HDSSB                 | Unione Democratica Croata                                           |
| Ante Sanader             | HDZ                       | Unione Democratica Croata                                           |
| Josip Šarić              | HDZ                       | Unione Democratica Croata                                           |
| Stipan Šašlin            | HDZ                       | Unione Democratica Croata                                           |
| Marija Selak Raspudić    | Most (Ind.)               | Most                                                                |
| Hrvoje Šimić             | HDZ                       | Unione Democratica Croata                                           |
| Rade Šimičević           | HDZ                       | Unione Democratica Croata                                           |
| Irena Šimunić            | SDP                       | Partito Socialdemocratico di Croazia                                |
| Miroslav Škoro           | DP                        | Movimento Patriottico                                               |
| Darko Sobota             | HDZ                       | Unione Democratica Croata                                           |
| Daniel Spajić            | DP                        | Movimento Patriottico                                               |
| Davor Ivo Stier          | HDZ                       | Unione Democratica Croata                                           |
| Anđelko Stričak          | HDZ                       | Unione Democratica Croata                                           |
| Predrag Štromar          | HNS                       | Partito Popolare Croato - Liberal Democratici                       |
| Tomislav Tomašević       | Možemo!                   | Blocco di Sinistra-Verde                                            |
| Miro Totgergeli          | HDZ                       | Unione Democratica Croata                                           |
| Zvonimir Troskot         | Most                      | Most                                                                |
| Miroslav Tuđman          | HDZ                       | Unione Democratica Croata                                           |
| Žarko Tušek              | HDZ                       | Unione Democratica Croata                                           |
| Sanja Udović             | SDP                       | Partito Socialdemocratico di Croazia                                |
| Radoje Vidović           | HDZ                       | Unione Democratica Croata                                           |
| Davorko Vidović          | SDP                       | Partito Socialdemocratico di Croazia                                |
| Franko Vidović           | SDP                       | Partito Socialdemocratico di Croazia                                |
| Karolina Vidović Krišto  | DP (Ind.)                 | Movimento Patriottico                                               |
| Martina Vlašić Iljkić    | SDP                       | Partito Socialdemocratico di Croazia                                |
| Milan Vrkljan            | DP                        | Movimento Patriottico                                               |
| Vesna Vučemilović        | DP                        | Movimento Patriottico                                               |
| Nikša Vukas              | SDP                       | Partito Socialdemocratico di Croazia                                |
| Ružica Vukovac           | DP                        | Movimento Patriottico                                               |
| Hrvoje Zekanović         | HRAST                     | Sovranisti Croati                                                   |
| Ankica Zmaić             | HDZ                       | Unione Democratica Croata                                           |
| Vinko Zulim              | HDZ                       | Unione Democratica Croata                                           |
| Dario Zurovec            | Fokus                     | Non iscritti                                                        |

## Modifiche intervenute
- Ad inizio legislatura Dario Zurovec (eletto nella coalizione STRIP - Pametno - Fokus) aderisce al gruppo dei non iscritti[1].
- In data 23.07.2020 a Boris Milošević subentra Anja Šimpraga.
- In data 30.07.2020 a Josip Salapić (eletto in HDZ ed esponente dell'Alleanza Democratica Croata di Slavonia e Barania) subentra Maja Grba Bujević (esponente di HDZ).
- In data 18.09.2020 a Dražen Barišić subentra Mato Čičak.
- In data 11.11.2020 a Rajko Ostojić (sospeso dal 14.10.2020) subentra Domagoj Prica.
- In data 04.12.2020 a Dario Zurovec (sospeso dal 30.11.2020) subentra Davor Nađi.